# عمر باي بن عبد الرحمان
عمر باي بن عبد الرحمان هو باي قسنطينة وحاكم بايلك الشرق ضمن أيالة الجزائر في العهد العثماني. امتد حكمه بين سنتي 1679 و1688 ليخلفه فيما بعد شعبان باي.